# Premierzy Timoru Wschodniego

## Chronologiczna lista

### Premierzy Timoru Wschodniego podczas wojny o niepodległość
| Nr | Portret | Imię i nazwisko                     | Kadencja          | Kadencja       | Partia polityczna |
| -- | ------- | ----------------------------------- | ----------------- | -------------- | ----------------- |
| 1  |         | Nicolau dos Reis Lobato (1946–1978) | 28 listopada 1975 | 7 grudnia 1975 | FRETILIN          |

### Premierzy Demokratycznej Republiki Timoru Wschodniego
| Nr  | Portret | Imię i nazwisko             | Kadencja        | Kadencja        | Partia polityczna |
| --- | ------- | --------------------------- | --------------- | --------------- | ----------------- |
| 2   |         | Mari Alkatiri (1949–)       | 20 maja 2002    | 26 czerwca 2006 | FRETILIN          |
| 3   |         | José Ramos-Horta (1949–)    | 26 czerwca 2006 | 19 maja 2007    | bezpartyjny       |
| 4   |         | Estanislau da Silva (1952–) | 19 maja 2007    | 8 sierpnia 2007 | FRETILIN          |
| 5   |         | Xanana Gusmão (1946–)       | 8 sierpnia 2007 | 16 lutego 2015  | CNRT              |
| 6   |         | Rui Maria de Araújo (1964–) | 16 lutego 2015  | 22 czerwca 2018 | FRETILIN          |
| 7   |         | Taur Matan Ruak (1956–)     | 22 czerwca 2018 | 1 lipca 2023    | niezależny        |
| (5) |         | Xanana Gusmão (1946–)       | 1 lipca 2023    | nadal           | CNRT              |